# Sośnica (województwo dolnośląskie)
Sośnica (niem. Schosnitz) – wieś w Polsce położona w województwie dolnośląskim, w powiecie wrocławskim, w gminie Kąty Wrocławskie.
W latach 1975–1998 miejscowość położona była w województwie wrocławskim.
W wiosce znajduje się cegielnia (Ceramika Sośnica Sp. z o.o.)

## Nazwa
Miejscowość po raz pierwszy zanotowana w łacińskim dokumencie z 1244 roku jako Sosnic. Notowana także w latach 1268-84 jako Sosnicz, Sostnicz, Zosniz, 1300 Sosniz oraz Czosnicz, 1312 Schosnicz, 1320 Schostnicz, Schozznicz 1618 Schossnitz.
Nazwa wywodzi się od polskiej nazwy drzewa - sosny. Niemiecki geograf oraz językoznawca Heinrich Adamy zaliczył ją do grupy miejscowości, których nazwy wywodzą się "von sosna = Kiefer (pinus silvestris)". W swoim dziele o nazwach miejscowych na Śląsku wydanym w 1888 roku we Wrocławiu wymienia jako najwcześniejszą zanotowaną nazwę wsi w polskiej formie Sosnica podając jej znaczenie "Kieferdorf" - "Wieś sosny, sosnowa wieś". Niemcy zgermanizowali nazwę na Schosnitz w wyniku czego utraciła ona swoje pierwotne znaczenie.
Podobny wywód przedstawia również niemiecki językoznawca Paul Hefftner. W książce o nazwach miejscowych regionu wrocławskiego z 1910 roku pisze, że nazwa pochodzi od polskiej nazwy drzewa sosny zwyczajnej łac. Pinus sylvestris.

## Zabytki

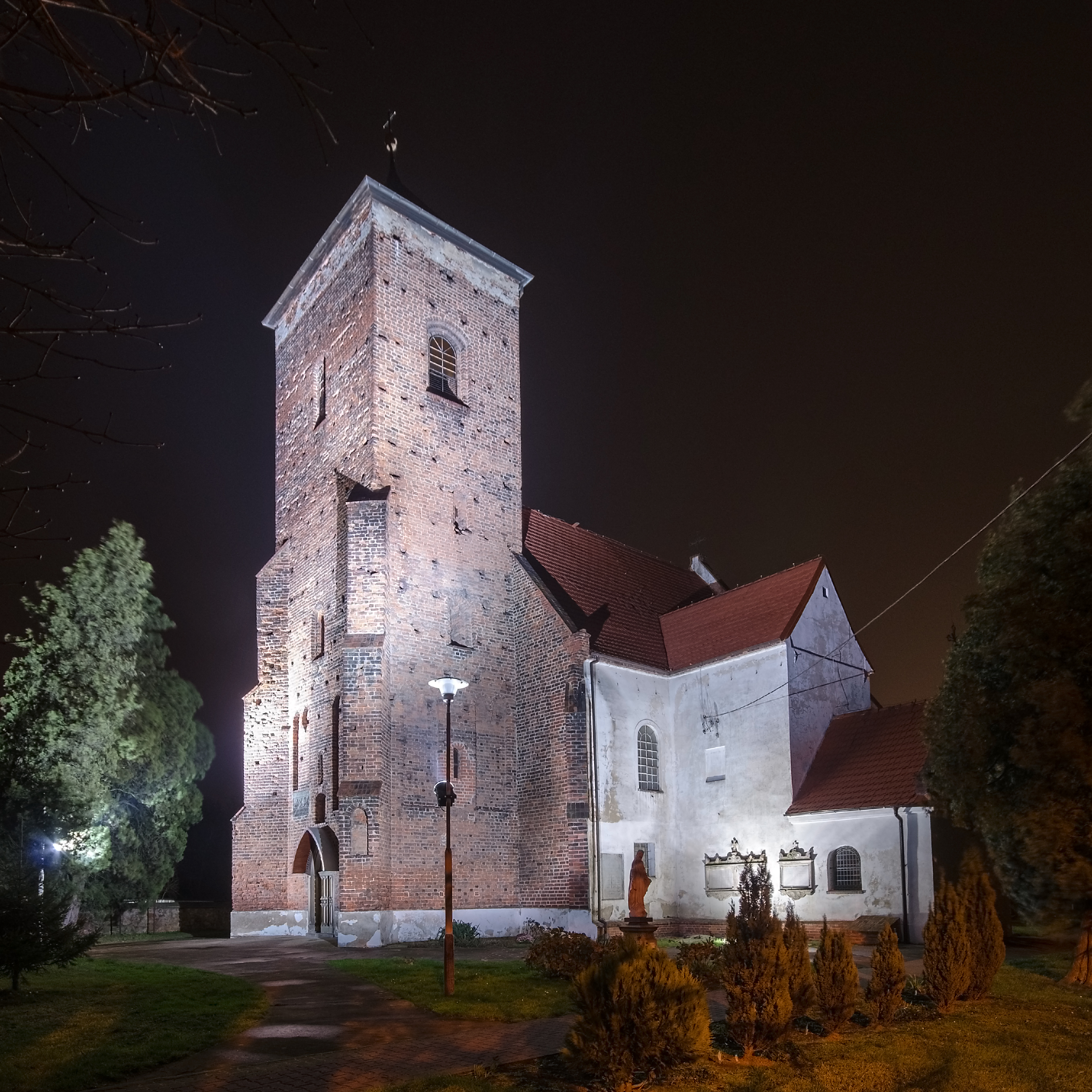
Kościół Podwyższenia Krzyża Świętego

Do wojewódzkiego rejestru zabytków wpisane są:
- kościół pw. Podwyższenia Krzyża Świętego, zbudowany u schyłku XIII w., przebudowany w l. 1487-1504, 1776 r. Najcenniejszy zabytek wsi
- zespół pałacowy, z XVIII-XX w. w Sośnicy - Różaniec:
  - pałac w Sośnicy
  - park
  - folwark.